# Kajmakam

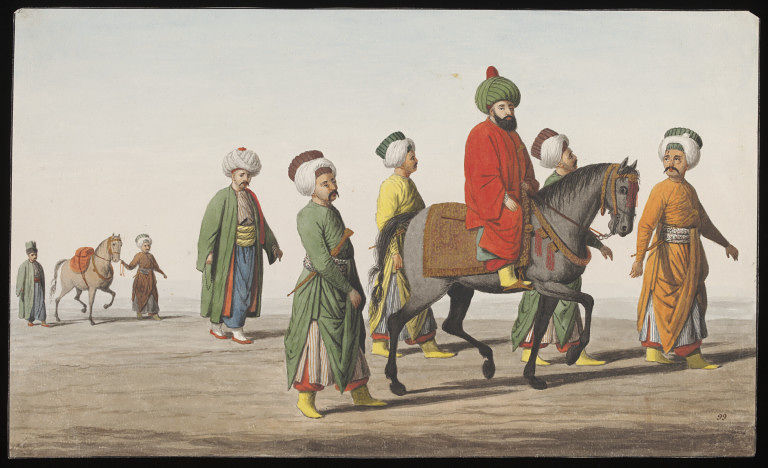
Na obrazie, widoczny rządca(Kajmakan) na koniu z towarzyszami

Kajmakam (także kaymakam, kaimakam, caimacam) – stanowisko w administracji prowincjonalnej imperium osmańskiego oraz Turcji.
Termin „kajmakam” pochodzi od arabskich słów qā'im (قائم), co oznacza „w miejsce”, oraz maqām (مقام), tutaj „urząd”. W imperium osmańskim używany początkowo na określenie urzędników, którzy byli przedstawicielami władzy centralnej w poszczególnych prowincjach (podobne znaczenie ma dzisiaj). Używane było także na określenie zarządców rumuńskich księstw Mołdawii i Wołoszczyzny mianowanych przez sułtana w okresach, w których nieobsadzone były trony hospodarskie.
Termin „kajmakam” używany był też na określenie stopnia oficerskiego w armii osmańskiej oraz egipskiej, a także jako określenie lokalnych dostojników na terenie dzisiejszego Kataru oraz Kuwejtu.